# Szakja trizin
A szakja trizin (tibeti: ས་སྐྱ་ཁྲི་འཛིན།, wylie: sza szkja khri 'dzin, „a szakja trón birtoklója”) a tibeti buddhizmus szakja iskolájának a legfelsőbb vezetőjének a hagyományos címe.
A szakja iskolát 1073-ban alapították, amikor Khön Koncsog Gyalpo, a tibeti Khön nemesi család tagja kolostort alapított a tibeti Szakja megyében. Később ez lett az iskola székhelye. Az iskola vezetői címe azóta is a családon belül öröklődik.

## A jelenlegi szakja trizin
A jelenlegi szakja trizin (Ngavang Kunga Tekcsen Palbar Szampel Vangi Gyalpo) 1945-ben született a dél-tibeti Cedongban. Tibet egyik legősibb spirituális családjából, a Khön családból származik, és a negyvenegyedik tagja a lámák töretlen vonalának, melynek eredete 1073-ba nyúlik vissza. A szakja hagyomány vezetője; a szakja trizin elnevezés jelentése „ a szakják trónjának fenntartója”. Hétéves korában, apja halálakor vált a szakják vezetőjévé, miközben már intenzív tanulmányokat és szellemi gyakorlatokat folytatott a szakja hagyomány tanításai alapján. Még gyerekkorában részt vett egy hét hónapos elvonuláson. Főbb tanítómesterei: Dzsamjang Tyencé Csötyi Lodrö, Ngavang Lodrö Senpen Nyingpo, Csögye Trincsen Rinpocse, valamint Khenpo Appé Rinpocse voltak.
1959-ben, mikor a kínaiak megszállták Tibetet, Indiába távozott. Ott Csögye Tricsen Rinpocse útmutatásai által bevezetést nyert és tanulmányozta a Rime gyűjteményt, a Gyüde Kuntut (a Tantrák gyűjteménye), valamint a Lamdre-t (Út és Gyümölcsei). A három alapvető Szakja vonal, a Szakja, Car és Ngor vitele mellett szakja trizin tartja a teljes tanításait a „Vashíd”-nak, valamint a nyingmapák „Hatalmas Tökéletesség”-nek is, melyeket Drubcsen Rinpocse és Dzsamjang Tyencé Rinpocse hagyományozták rá. Ő tartja fenn a Lamdre tanításokat is, melyek átfedik mind a hínajána, mahájána és mantrajána utakat is. Számtalan kolostort alapított Indiában és Kelet-Ázsiában. Kialakította száműzetésbeli székhelyét az Indiai Radzspurban, amelynek közelében létrehozta a Szakja kollégiumot, mely a magasabb filozófiai tudományok iskolája, ahol logikát, filozófiát, pszichológiát oktatnak és gyakorolnak. Kiválóan beszél angolul, 1974 óta többször utazott Európába, az USA-ba és Délkelet-Ázsiába, ahol tanításokat és beavatásokat adott.
1986-ban megalapította a magyar szakjapa közösséget, a Szakja Tasi Csölinget, mely közösség 1998-tól hivatalosan bejegyzett egyházként működik. A szakja trizin 1998-ban, 2002-ben és 2007-ben látogatást tett Magyarországon és tanításokat, beavatásokat tartott több száz ember számára.
Jelenléte nagymértékben elősegítette a magyarországi buddhizmus fejlődését.